# Gintama 2
Série
Gintama
(2017)
Pour plus de détails, voir Fiche technique et Distribution.
Gintama 2 (銀魂2 掟は破るためにこそある, Gintama 2: Okite wa yaburu tame ni soko aru, « Âme d'argent 2 : Les règles sont faites pour être brisées ») est un film japonais réalisé par Yūichi Fukuda (ja), sorti en 2018 au Japon. C'est la suite de Gintama qui avait été le plus grand succès japonais non-dessin-animé de l'année dernière. Il s'agit d'une adaptation du manga éponyme de Hideaki Sorachi.

## Synopsis
Gintoki Sakata (Shun Oguri), Shinpachi Shimura (Masaki Suda) et Kagura (Kanna Hashimoto) manquent d'argent pour pouvoir garder leur quartier-général à Yorozuya. Ils décident de travailler et rencontrent le shogun à plusieurs reprises. À cette époque, le groupe Shinsen gumi, dirigées par Isao Kondō (Kankuro Nakamura) est pris dans un complot qui implique le shogun lui-même.

## Fiche technique
- Titre : Gintama 2
- Titre original : 銀魂2 掟は破るためにこそある (Gintama 2: Okite wa yaburu tame ni soko aru?)
- Réalisateur : Yūichi Fukuda (ja)
- Date de sortie :
  - Japon : 17 août 2018[1]

## Distribution
- Shun Oguri : Gintoki Sakata
- Masaki Suda : Shinpachi Shimura
- Kanna Hashimoto : Kagura
- Masami Nagasawa : Tae Shimura
- Masaki Okada : Kotaro Katsura

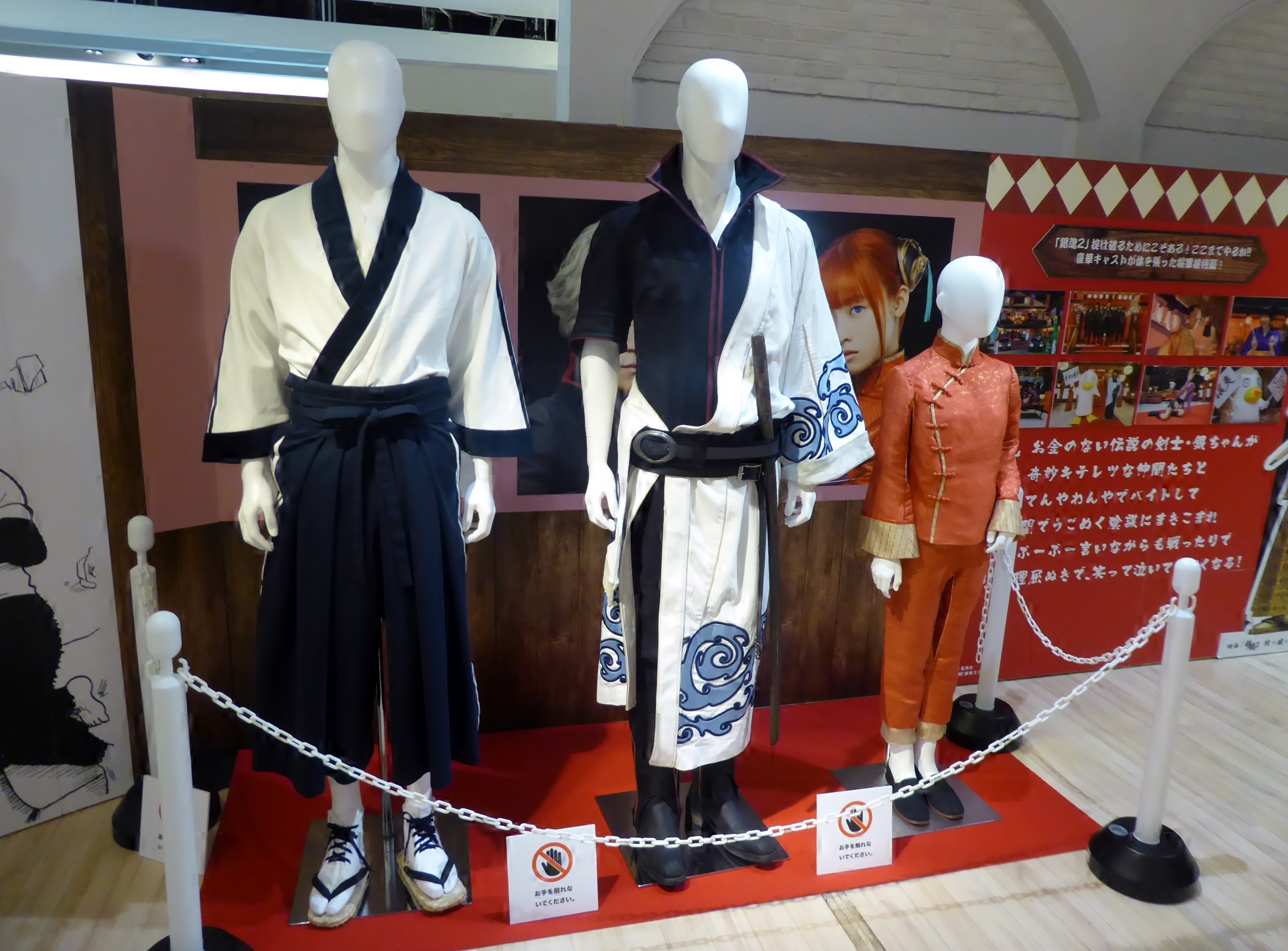
Les costumes de Shun Oguri, Masaki Suda et Kanna Hashimoto dans le film.

- Jirō Satō (en) : le directeur du cabaret
- Yūya Yagira : Toshiro Hijikata
- Ryō Yoshizawa : Sogo Okita
- Tsuyoshi Muro (en) : Gengai Hiraga
- Kankuro Nakamura : Isao Kondō

## Autour du film
Il est premier du box-office japonais lors de sa première semaine d'exploitation. Le tournage a lieu de février à avril 2018.